# 69 aC

## Esdeveniments

### República Romana
- Quint Cecili Metel Crètic i Quint Hortensi són cònsols.
- Pompeu instal·la a Antíoc XIII Asiàtic com a rei de Síria.
- Les tropes romanes sota el mandat de Luci Licini derrota l'exèrcit de Tigranes II en la batalla de Tigranocerta.
- Sota el comandament de Juli Civilis, els Bataus es revolten contra l'Imperi Romà.[1]

## Naixements
- Juny - Cleòpatra VII, faraona. (data aproximada)
- Octàvia Minor, neboda de Juli Cèsar.
- Wang Zhengjun, emperador de la Xina durant la dinastia Han.

## Necrològiques
- Julia Caesaris, dona de Gai Mari.[2][3]